# Centrotoma
Centrotoma är ett släkte av skalbaggar som beskrevs av Lucas Friedrich Julius Dominikus von Heyden 1849. Centrotoma ingår i familjen kortvingar.
Släktet innehåller bara arten Centrotoma lucifuga.